# 梁战平
梁战平（？—），男，中国科学技术情报管理专家，曾任中国科学技术信息研究所所长，国家工程技术图书馆馆长，国务院学位委员会学科评议组成员，中国图书馆学会名誉理事。